# Brou (Eure-et-Loir)
Brou település Franciaországban, Eure-et-Loir megyében. Lakosainak száma 3245 fő (2022. január 1.). Brou Unverre és Yèvres községekkel határos.

## Népesség
A település népességének változása:
| Lakosok száma | 3501 | 3825 | 3803 | 3572 | 3447 | 3374 | 3403 | 3311 | 3265 | 3245 |
|               | 1968 | 1982 | 1990 | 2006 | 2013 | 2015 | 2017 | 2019 | 2020 | 2022 |